# 건고정 쥐기와 놓기

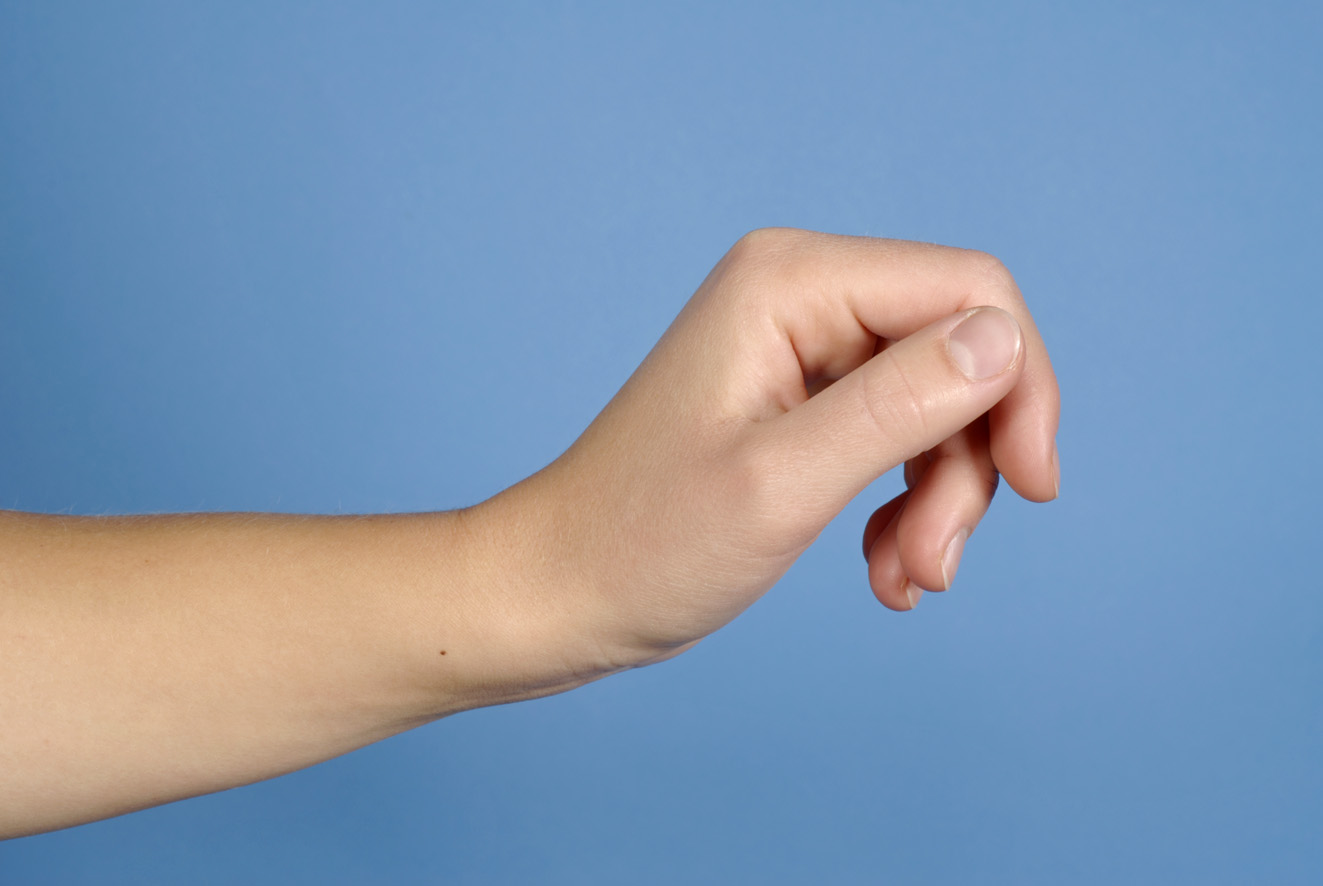
손목 연장 고정술의 효과

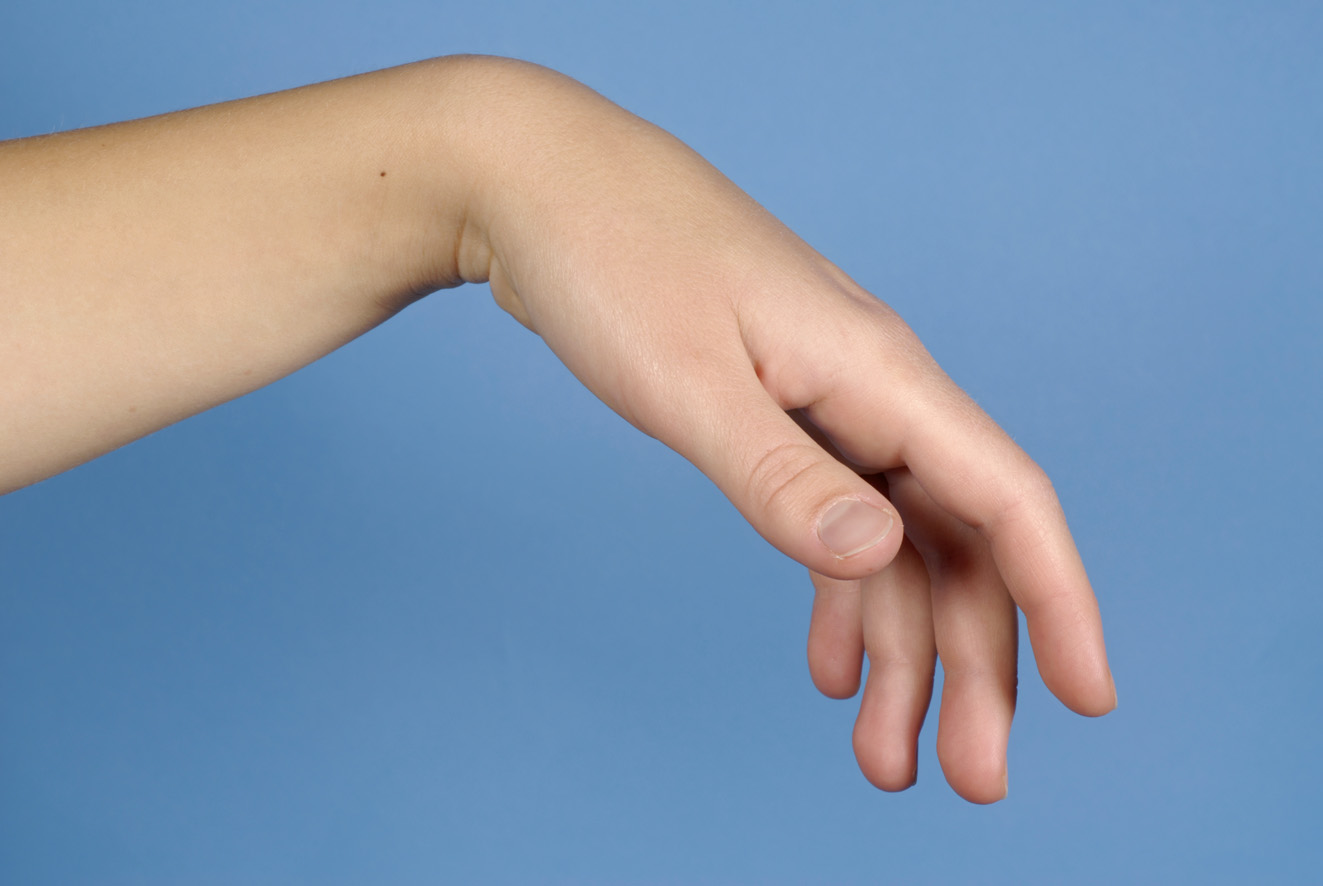
손목 굽힘 고정술의 효과

건고정 쥐기와 놓기(능동불충분과 수동불충분으로 보다 잘 알려짐)는 각각 손목의 폄과 굽힘(Wrist flexion & Extension)에 의한 수동적인 손의 쥐기와 놓기 방법의 정형 외과적 관찰이다. 그것은 뼈와 기능적인 운동 또는 작업(고정술)을 생산하는 데 사용되는 두 관절 근육에 의해 생성된 수동 장력에 손가락 힘줄(건,tendon)을 부착하는 방식으로 인해 발생한다.  손목의 움직임은 손목이 펴질 때 손가락이 굽어지고 손목이 굽혀질 때 손가락이 펴지게 한다.
건고정 쥐기와 놓기는 작업 치료, 미세 운동 장애의 재활(특히 척추 마비의 다양한 수준의), 효과적인 쥐기와 놓기 방법과 관련된 운동 요법과 운동 역학에 사용된다. 손목 펴기는 야구에서 배트를 쥘 때 보인다.  손목의 펴기는 일본에서 사용되는 검술이나 검도의 그립의 형태에서도 볼 수 있다.